# Нойхарденберг
Нойхарденберг (нем. Neuhardenberg) — община в Германии, в земле Бранденбург.
Входит в состав района Меркиш-Одерланд. Подчиняется управлению Нойхарденберг. Население составляет 2672 человека (на 31 декабря 2010 года). Занимает площадь 77,94 км².
Община подразделяется на 3 сельских округа. Первое упоминание относится к 1348 году.
| Год  | Население |
| ---- | --------- |
| 2005 | 3016      |
| 2010 | 2698      |

## Фотографии

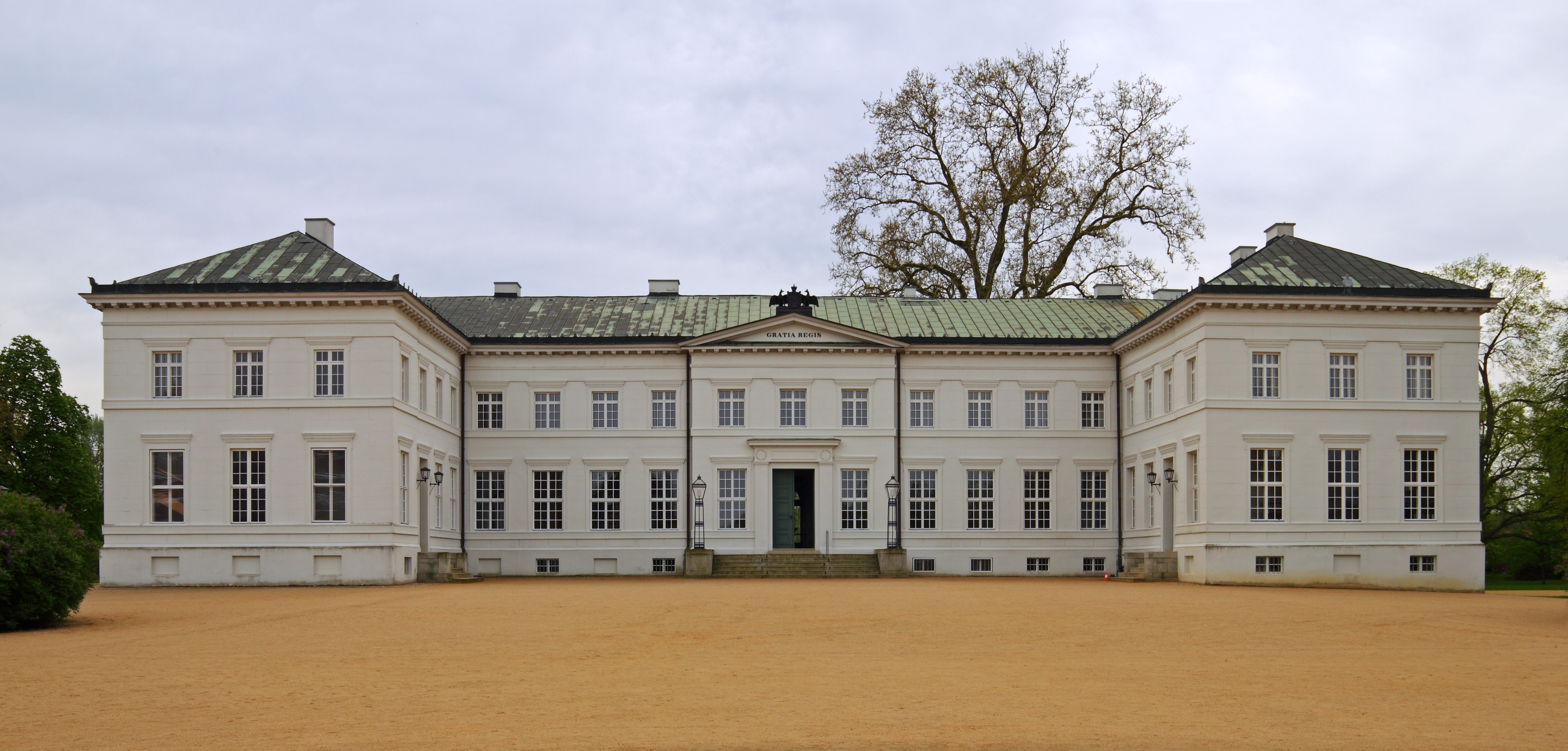
Замок Нойхарденберг
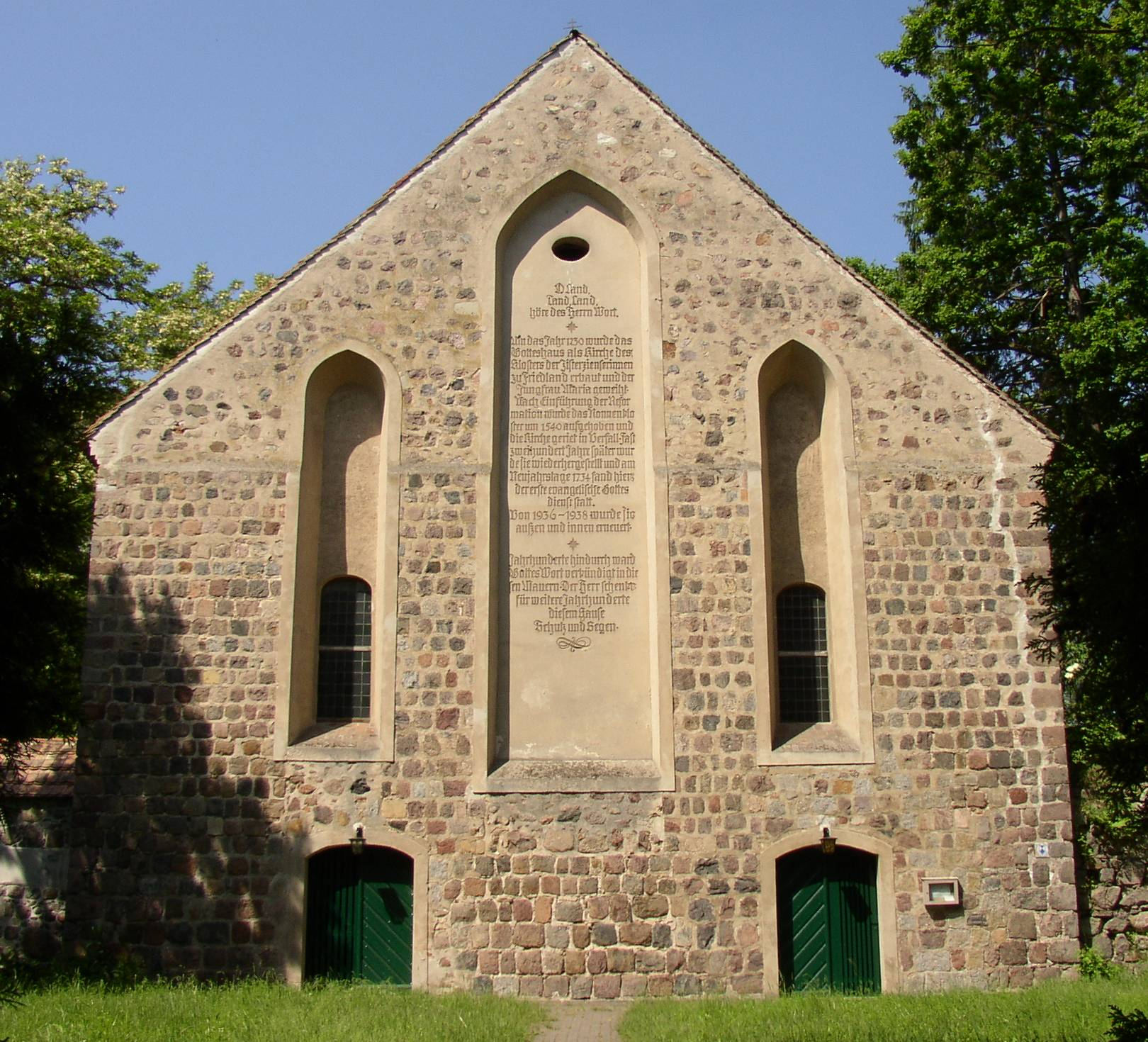
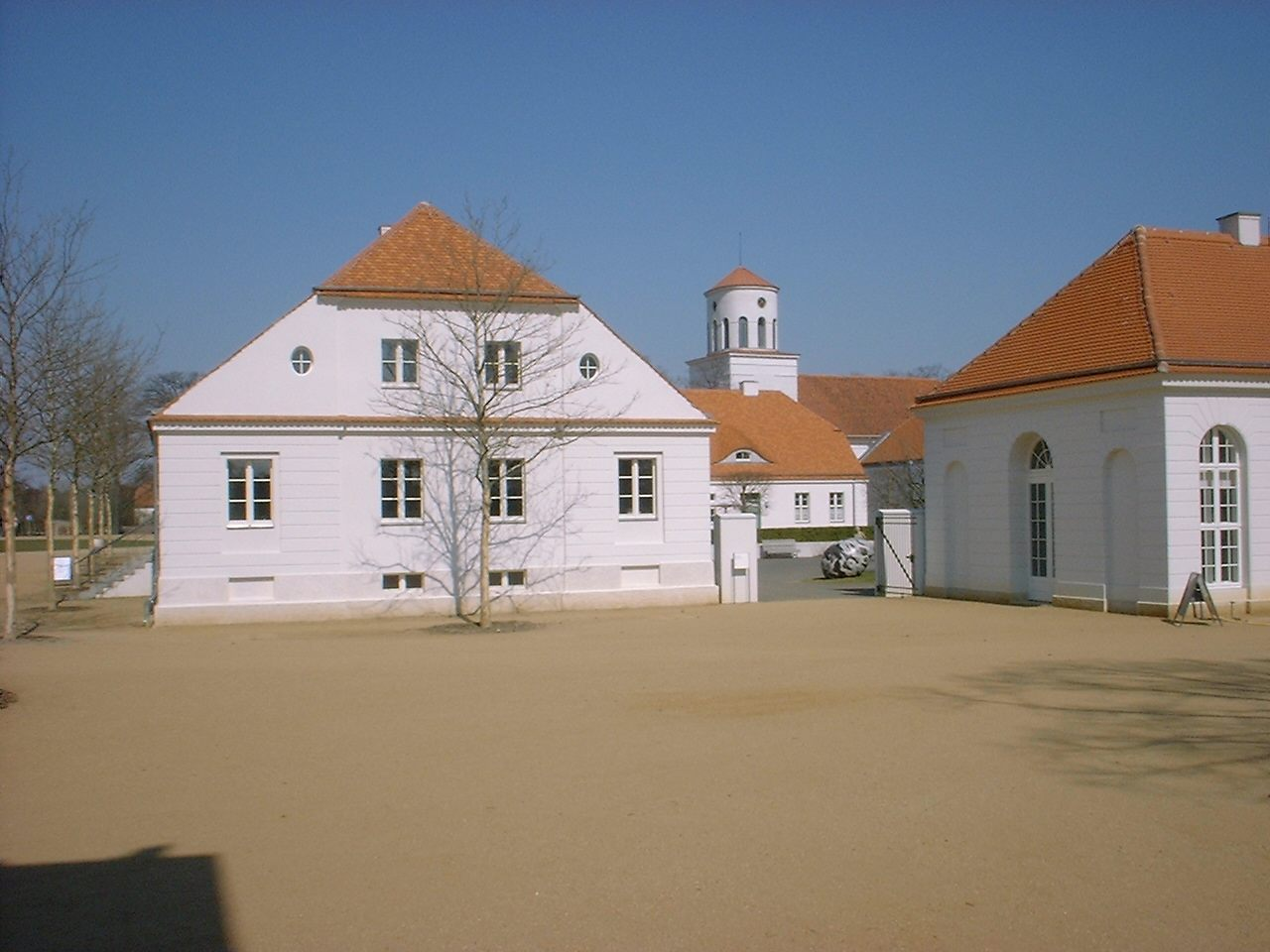
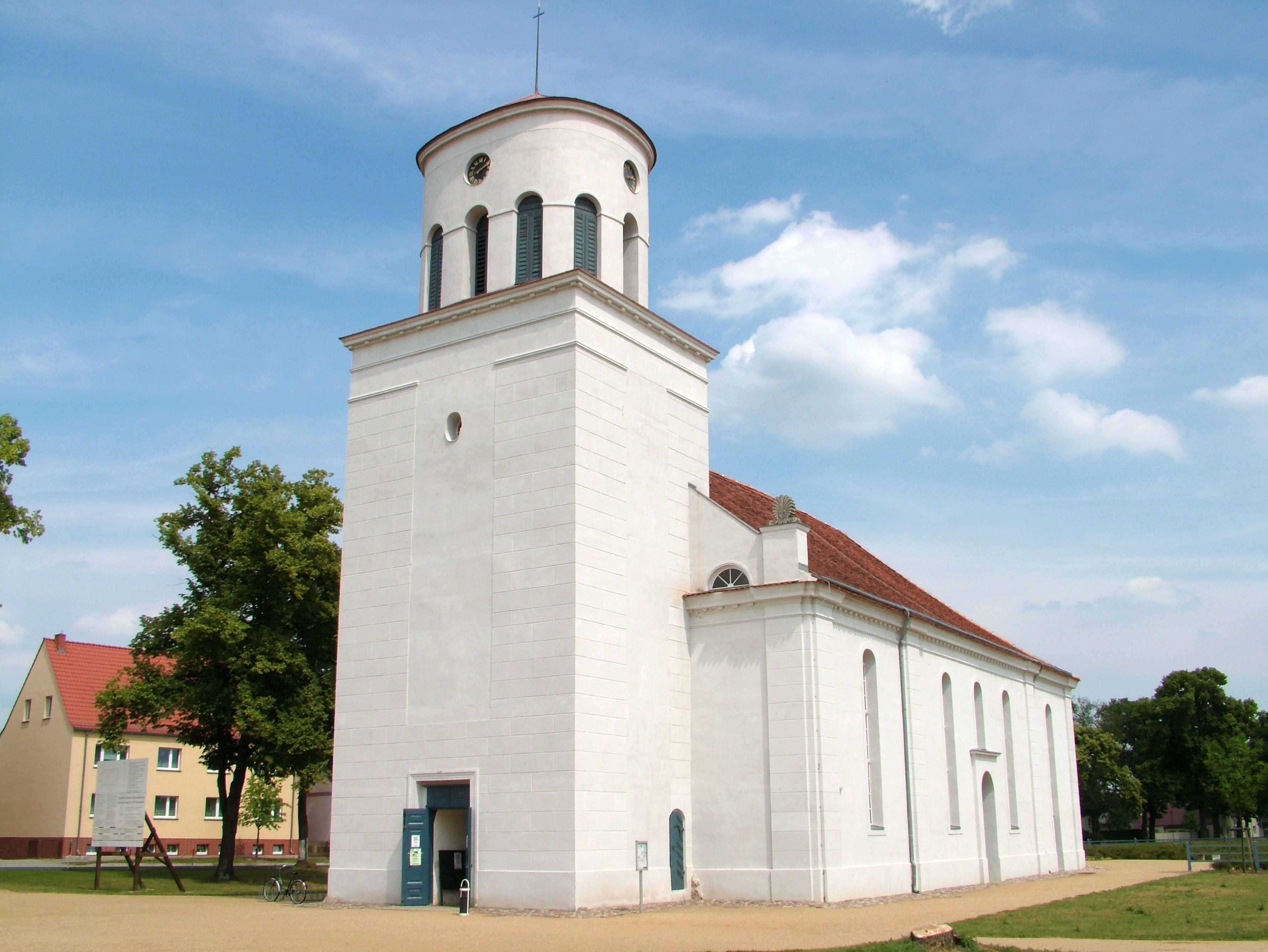
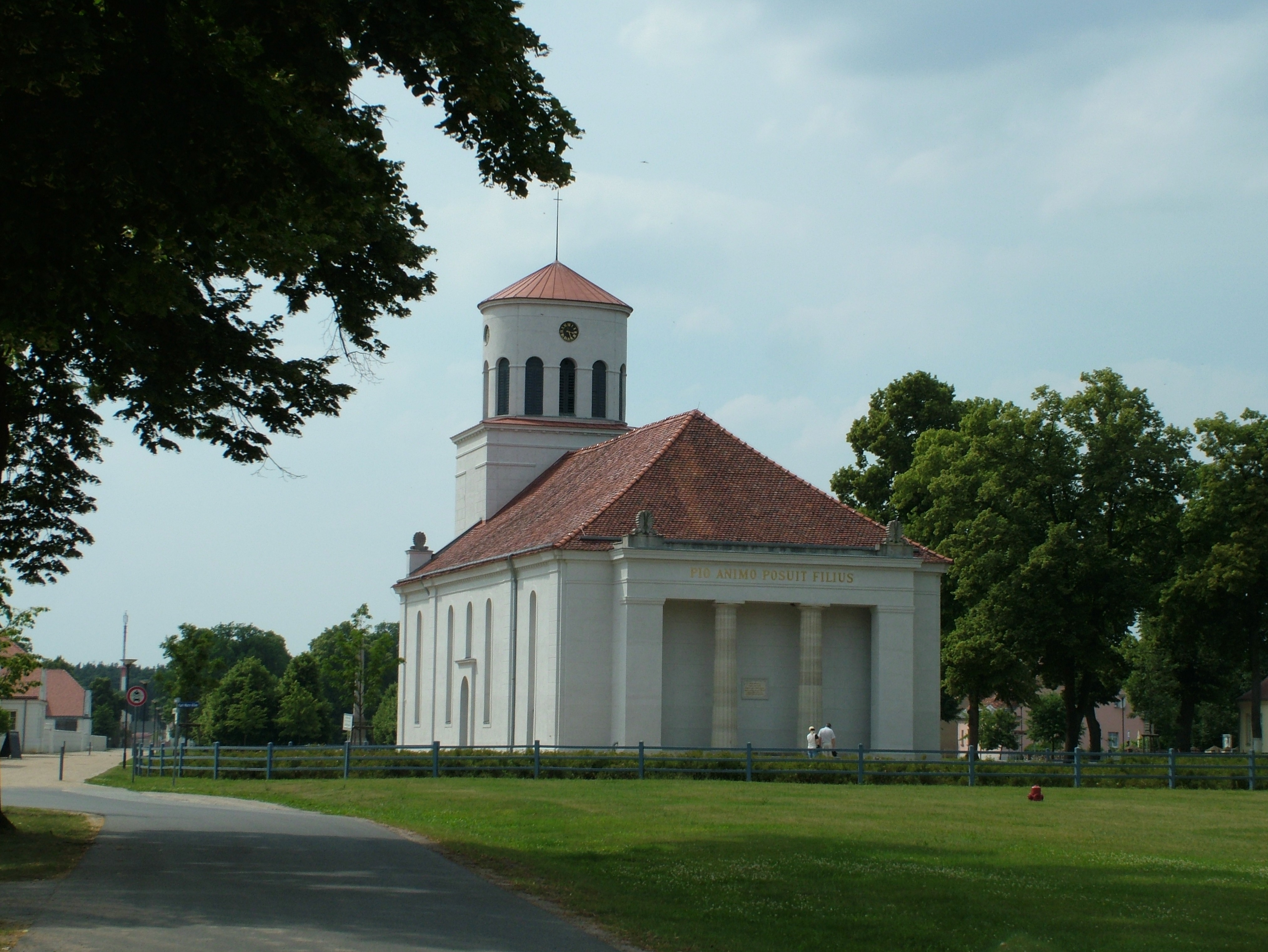